# Ejército Rojo
El Ejército Rojo de Obreros y Campesinos (en ruso: Рабо́че-крестья́нская Кра́сная а́рмия, romanización Raboche-krestyanskaya Krasnaya armiya: RKKA, acortado en ruso con frecuencia a Красная армия: KA) fue la denominación oficial del ejército y de la fuerza aérea de la República Socialista Federativa Soviética de Rusia (RSFS) y, después de 1922, de la Unión Soviética. El Ejército se estableció inmediatamente después de la Revolución de Octubre de 1917. Los bolcheviques levantaron un ejército para oponerse a los militares del ejército «blanco» que estaban alineados bajo el contrarrevolucionario Movimiento Blanco durante la guerra civil rusa. A partir de febrero de 1946, el Ejército Rojo, junto con la Armada Soviética, encarnaría el principal componente de las Fuerzas Armadas Soviéticas, tomando el nombre oficial de «Ejército Soviético» hasta la disolución de la Unión Soviética en diciembre de 1991.
El Ejército Rojo es acreditado como la fuerza decisiva en la victoria aliada ante las potencias del Eje en el teatro europeo en la Segunda Guerra Mundial. Durante las operaciones del frente oriental, el Ejército Rojo infligió un daño devastador en las fuerzas de la Alemania nazi, que desplegó el 80-83 % de sus fuerzas (Heer y Waffen-SS) en este frente, causando la mayoría de bajas totales en comparación con otros países aliados y finalmente capturando la capital alemana de Berlín tras una batalla en la que perecieron doscientas mil personas aproximadamente, entre civiles y soldados de ambos bandos.[cita requerida]

## Historia

### Orígenes
En septiembre de 1917, Vladimir Lenin escribió: «Sólo hay una manera de impedir la restauración de la policía, y es crear una milicia popular y fusionarla con el ejército (el ejército permanente será reemplazado por el armamento de todo el pueblo)». En ese momento, el Ejército Imperial Ruso había comenzado a derrumbarse. Aproximadamente el 23% (unos 19 millones) de la población masculina del Imperio ruso estaba movilizada; sin embargo, la mayoría de ellos no estaban equipados con ningún arma y tenían funciones de apoyo, como mantener la líneas de comunicación y las áreas de base. El general zarista Nikolay Dukhonin estimó que había habido 2 millones de desertores, 1,8 millones de muertos, 5 millones de heridos y 2 millones de prisioneros. Estimó que las tropas restantes sumaban 10 millones.

### Creación como necesidad
Cuando la Revolución de Octubre de 1917 dio el poder a los bolcheviques en varias ciudades importantes de Rusia, sus líderes como Lenin y Trotski mantuvieron como soporte armado del nuevo régimen a la Guardia Roja, un conjunto de soldados y obreros armados liderados por suboficiales que actuaban como «brazo armado del bolchevismo» pero sin estar efectivamente organizados como un ejército sino apenas como una milicia voluntaria, sin jerarquías ni reglamentos marciales. Además, la Guardia Roja estaba basada en soldados de filiación comunista que precisamente se habían negado a obedecer a sus oficiales, por lo cual dicho cuerpo rechazaba todo atisbo de disciplina castrense y se hallaba formado por voluntarios enlistados por tiempo determinado.
Cuando la reacción zarista y derechista dio lugar a la guerra civil rusa en 1918, la jerarquía bolchevique vio la necesidad de sustituir a la Guardia Roja por una fuerza militar permanente. El Consejo de Comisarios del Pueblo creó entonces el Ejército Rojo mediante un decreto el 28 de enero de 1918, basándose en un principio de la Guardia Roja, a la cual se trató de dar una organización militar efectiva, creando rangos, departamentos, y colocándola bajo disciplina marcial. El 23 de febrero de 1918 marcó el día del primer proyecto de la masa del Ejército Rojo en Petrogrado y Moscú, y de la primera acción de combate contra la ocupación del Ejército Imperial Alemán. 
La creciente guerra civil contra el Ejército Blanco Imperial se intensificó rápidamente después de que Lenin disolviera la Asamblea Constituyente de Rusia y firmara en marzo de 1918 el Tratado de Brest-Litovsk, que suponía la paz con el Imperio alemán y el austrohúngaro. 
El Ejército Rojo fue ideológicamente orientado y adoctrinado desde el primer día, pues se consideró esencial que la nueva fuerza militar estuviera identificada políticamente con el régimen bolchevique para poder sustentarlo en la realidad, labor que recayó en Trotski.
Así, el fundador en la práctica del Ejército Rojo fue Trotski, designado «comisario del pueblo para la Guerra» entre 1918 y 1924, quien logró formar una fuerza militar disciplinada partiendo de una masa armada compuesta por voluntarios indisciplinados. Trotski decidió que era indispensable proporcionar oficiales al nuevo ejército y por eso permitió que los ex oficiales y suboficiales del Ejército Imperial Ruso se unieran, ya que resultaba urgente contar con personal experimentado en el mando y conocedor de tácticas de combate. Las autoridades bolcheviques crearon una comisión especial presidida por Lev Glezárov y esta había reclutado para el Ejército Rojo a unos 48 000 ex oficiales (principalmente de menor rango), 10 300 personal de la administración y 214 000 ex suboficiales a mediados de agosto de 1920.

Insignias del ejército rojo, 1919-1924

Muchos de estos individuos ocupaban el cargo de «especialista militar» o de «asesores técnicos», especialmente los ex oficiales zaristas de alto rango, cuya lealtad al nuevo régimen resultaba dudosa. Para estos casos, Trotski no dudó en amenazar a los posibles disidentes con penas de cárcel o de muerte en caso de descubrir engaños o mala fe, para lo cual se instruyó a la recién creada Checa con el fin de emplear como rehenes a los familiares de estos «asesores».

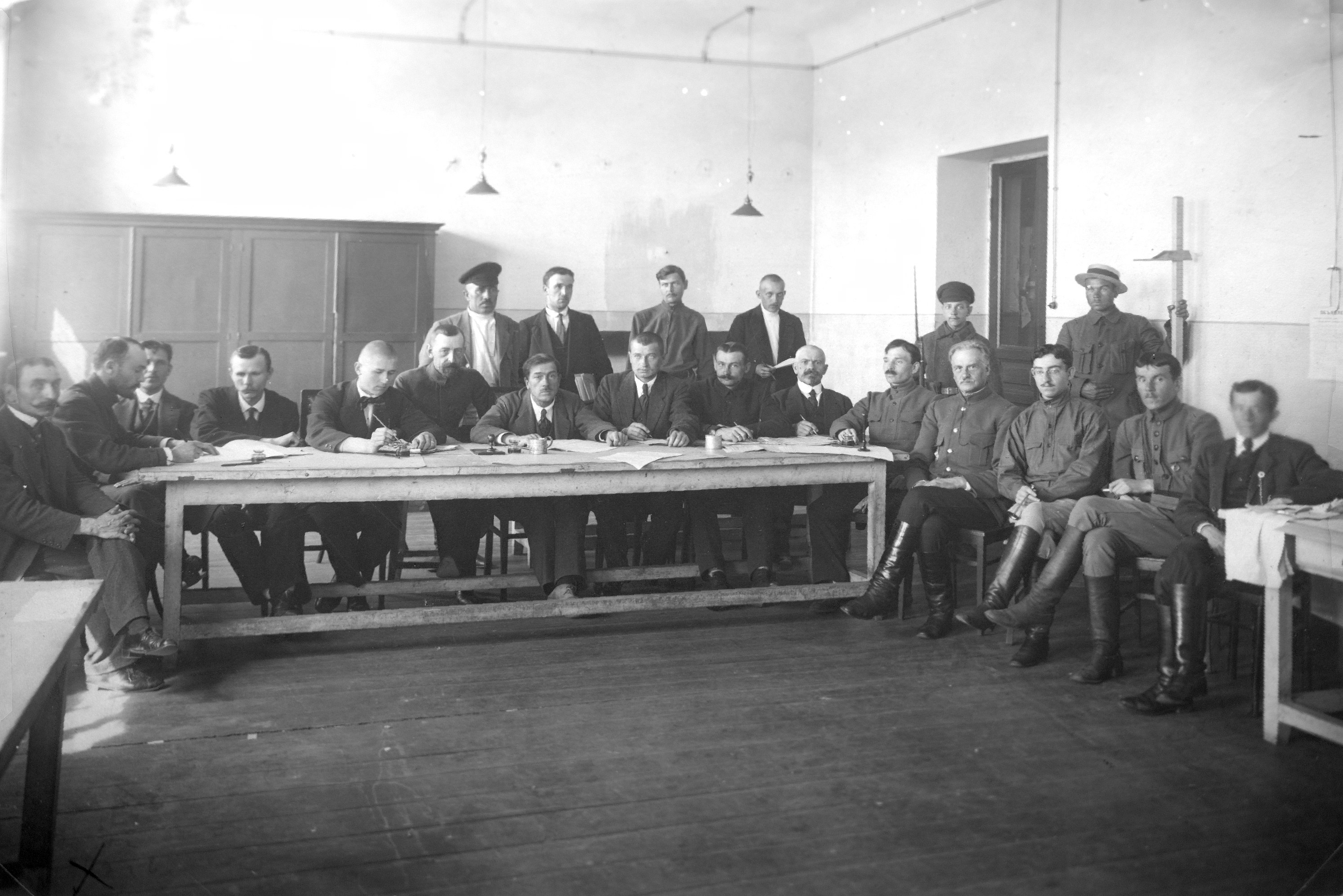
Comisión de reclutamiento al Ejército Rojo, 1918.

Otro avance importante fue la unificación de los esfuerzos militares de varias ex organizaciones bolcheviques con la formación de un Consejo Militar Revolucionario o Revvoensoviet, establecido el 6 de septiembre de 1918. Trotski fue elegido presidente de dicho consejo, mientras que en virtud de él, el letón Jukums Vācietis, excoronel del ejército Imperial, se convirtió en comandante en jefe militar de la Rusia Soviética. Trotski tuvo que hacer grandes esfuerzos para erradicar la «anarquía militar» de los primeros meses del caótico Ejército Rojo, adoptando el lema de «amenazas, organización y represalias», y tener que recurrir a los «escuadrones penales» para castigar a desertores en algunos casos, en especial a los revolucionarios ucranianos. A fin de garantizar la lealtad de los exmilitares zaristas, y de obligar a los distintos elementos del nuevo Ejército Rojo a unirse, fueron introducidos los comisionados militares (después llamados «comisarios políticos»).
El primer período de la guerra civil duró desde 1917 hasta la Revolución de Noviembre de 1918 en Alemania. En primer lugar, a finales de noviembre de 1917 el nuevo gobierno bolchevique declaró que las tierras tradicionales de cosacos ahora pasaban a ser administradas por el Estado soviético. Esto provocó una revuelta en la región encabezada por el general Alekséi Kaledín cuando el Ejército de Voluntarios comenzó a reunir apoyo. La firma del Tratado de Brest-Litovsk también dio como resultado directo intervención aliada en la Federación de Rusia y el armamento de las fuerzas militares opuestas al gobierno bolchevique. Hubo también muchos comandantes alemanes que ofrecieron su apoyo contra los bolcheviques. La mayoría de los combates en este primer período fue esporádica, en el que participarían grupos pequeños (incluyendo la Legión Checoslovaca, la Quinta División de Fusileros de Polonia, y los Fusileros Letones en favor del bando bolchevique) en medio de un fluido y cambiante escenario militar.

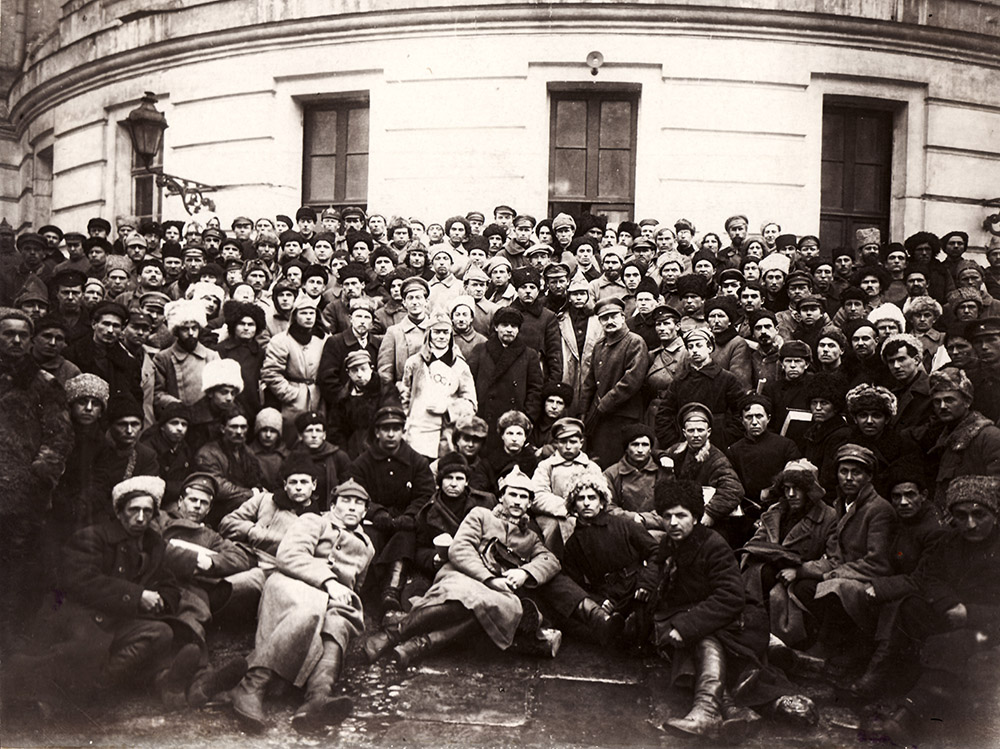
Lenin, Trotski y Voroshílov en el centro de la imagen junto a los soldados del Ejército Rojo, 1921.

En la primavera de 1919, Anna Novikova se matriculó en la escuela militar de comandantes de infantería en Moscú (después de graduarse, se convirtió en la primera mujer comandante de una unidad de combate en el Ejército Rojo). En 1920 luchó en un tren blindado.
El segundo período de la guerra civil fue la etapa clave, que duró de enero a noviembre de 1919. Al principio, el Ejército Blanco tuvo avances desde el sur (Antón Denikin), el este (Aleksandr Kolchak) y el noroeste al mando de Nikolái Yudénich, donde tuvieron éxito, haciendo retroceder el nuevo Ejército Rojo en los tres frentes. Pero Trotski reformó el Ejército Rojo y empujaron a las fuerzas de Kolchak (en junio) y a los ejércitos de Denikin y Yudénich (en octubre) hacia atrás. La lucha contra el poder de todos los ejércitos blancos fue desbaratada casi simultáneamente a mediados de noviembre, y en virtud de la caballería de Semión Budionni entrado en Rostov del Don en enero de 1920. Entre 1919 y 1921, el por entonces flamante Ejército Rojo también participó en la guerra de Polonia, llegando a la región central del territorio polaco en 1920, pero sufriendo una derrota en ese lugar que puso fin a la guerra. Tras la derrota de Piotr Wrangel en el sur del país, los comunistas habían ganado después de cuatro años de lucha salvaje y estableció la Unión Soviética en 1922.
Paralelamente, entre 1918 y 1924, se desarrolló en Ucrania una guerra contra el Ejército Negro formado mayoritariamente por anarquistas, que establecieron en la región un sistema libertario que se conoce con el nombre de Territorio Libre Ucraniano o Revolución majnovista en la que el revolucionario ucraniano Néstor Majnó fue uno de sus máximos artífices. 
Se trataba de un sistema basado en la ausencia de Estado, de autogestión económica mediante asambleas obreras y campesinas que se federaban entre sí, con total autonomía del centralismo de Moscú. En esta guerra se calcula que el Ejército Rojo fusiló a decenas miles de personas (algunas cifras señalan que cientos de miles) y causó el exilio de otros centenares. La guerra en Ucrania llevó a la contradicción a los dirigentes anarquistas, los cuales se aliaban tanto con el Ejército Rojo de los bolcheviques como con los kuláks y el Ejército Blanco de los antibolcheviques. Esto hizo que ciertos anarquistas rusos defendieran la revolución bolchevique mientras que la mayoría defendía las antiguas tesis anarquistas.

### Período de entreguerras

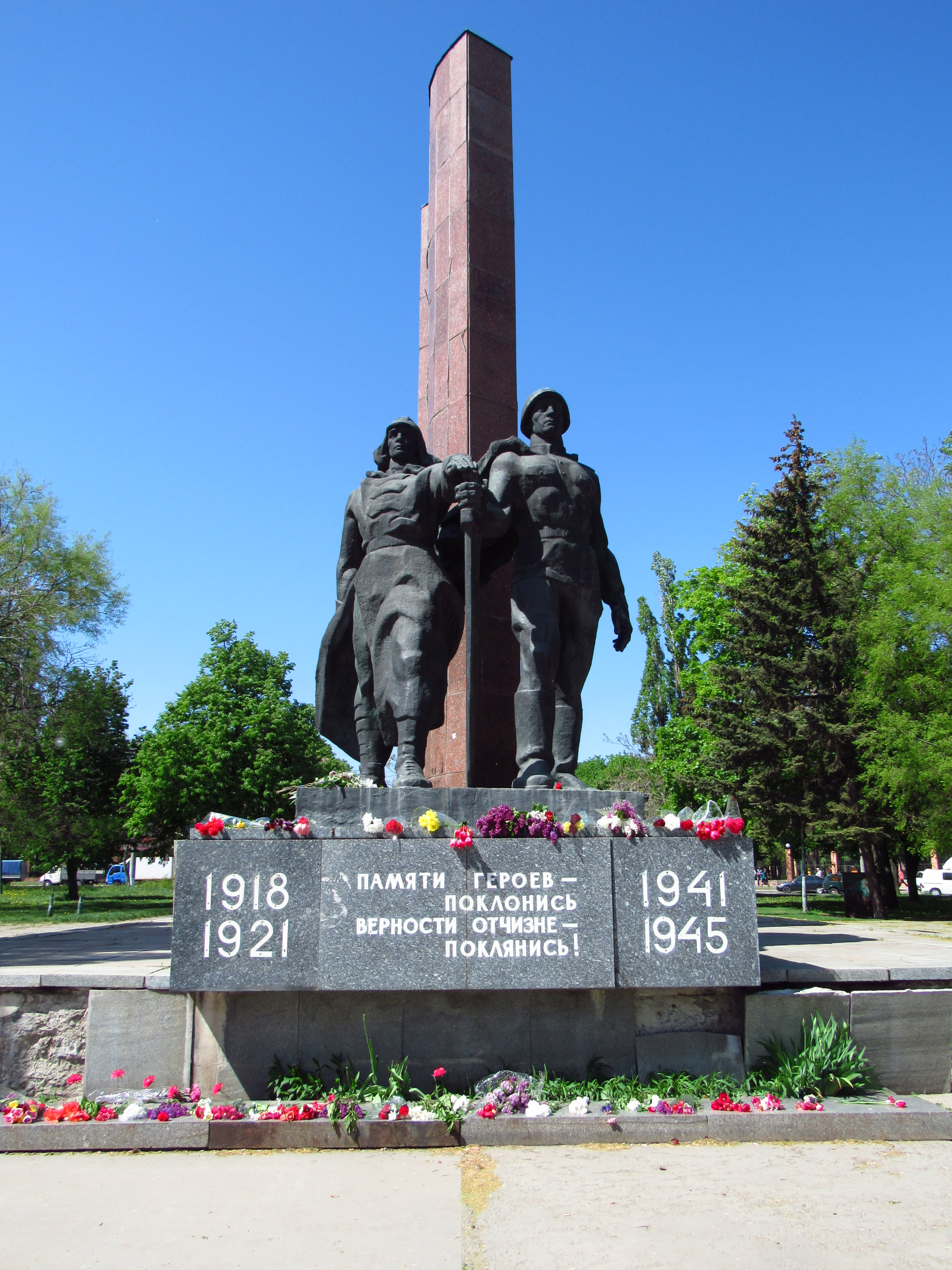
Uno de los numerosos monumentos dedicados al Ejército Rojo

Después de la guerra, para 1925, la caótica economía soviética había motivado la reducción del Ejército Rojo a un poco más de medio millón efectivos, una décima parte de su máximo tamaño durante la guerra civil rusa. No obstante, se intentó crear reservas en la milicia con el objetivo de aumentar abruptamente el tamaño del Ejército a 120 divisiones si fuera necesario.
Tras la muerte de Lenin y con Trotski en el exilio, el gobierno soviético colaboró secretamente con Alemania entre 1921 y 1933 para temas de cooperación militar en el terreno de armas y entrenamiento ya que el Tratado de Versalles había prohibido a Alemania que desarrollase aviones, carros de combate, submarinos y gases venenosos. Alemania pudo de esta manera entrenar eficientemente a sus efectivos en cooperación con la Unión Soviética (el llamado Reichswehr negro) y consiguió probar nuevo armamento y tácticas durante maniobras conjuntas con el Ejército Rojo, mientras que los soviéticos se beneficiaban de este intercambio que por medio de los alemanes les permitía acceder (aunque de forma limitada) a los conceptos militares de Europa Occidental.
Sin embargo, uno de los mayores logros del Ejército Rojo en la época se puede atribuir a sus teorías militares, habida cuenta de que al ser una institución completamente nueva, el Ejército Rojo no se sentía obligado a seguir los esquemas y tradiciones militares de la Rusia zarista. En las décadas de 1920 y 1930, los oficiales Mijaíl Tujachevski y Vladímir Triandafílov introdujeron el concepto de «batalla profunda». Se trataba de una consecuencia directa de la experiencia con grandes movimientos de la caballería de formaciones durante la guerra civil y la guerra polaco-soviética.

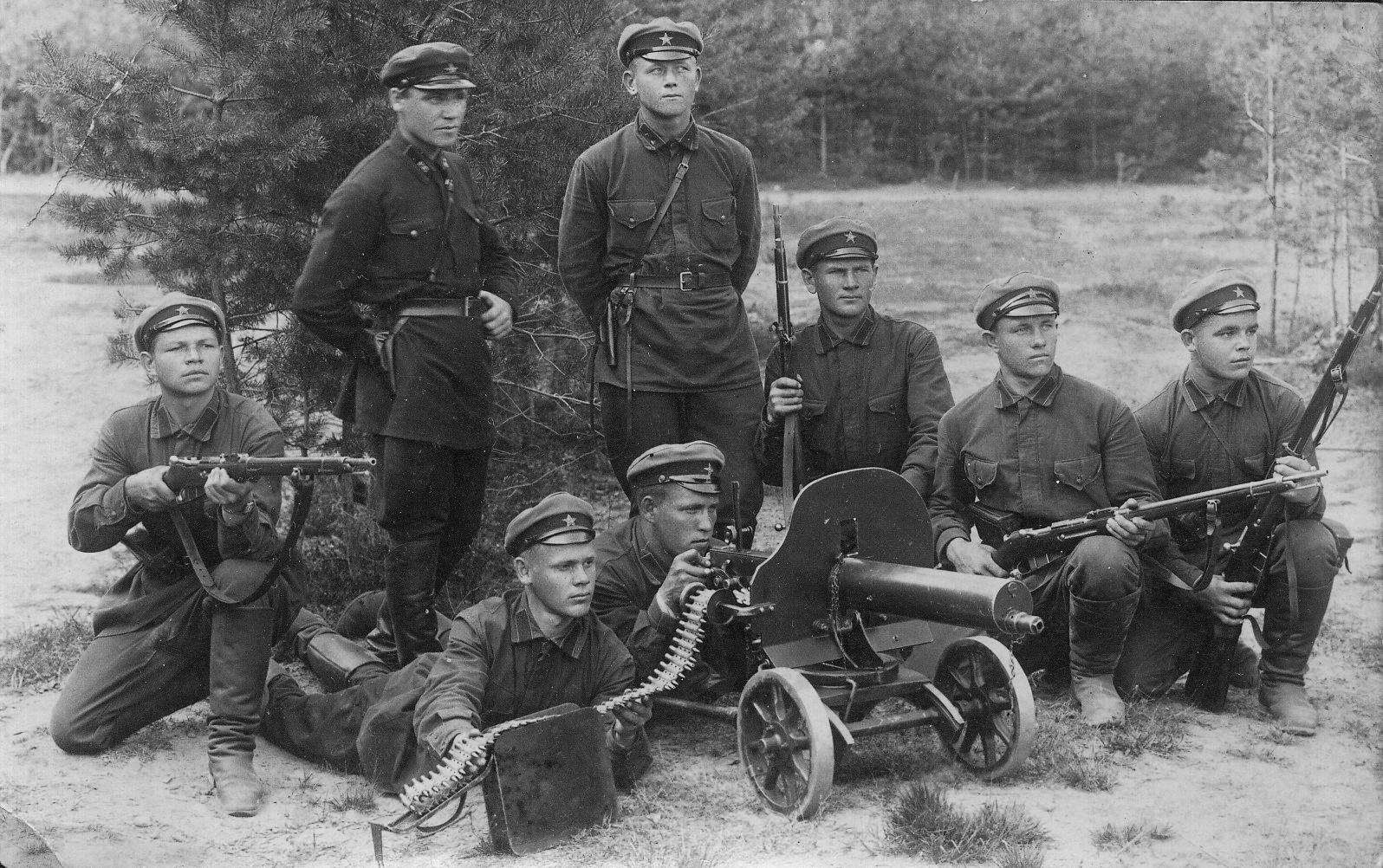
Soldados del Ejército Rojo a comienzos de los años 30.

Mijaíl Tujachevski se percató que lograr la victoria en una sola batalla decisiva era imposible considerando los tamaños de los ejércitos modernos. El concepto de «batalla profunda» u «operaciones profundas» implicaba la ejecución de múltiples maniobras ofensivas, paralelas o sucesivas, por varios cuerpos de ejército cuidadosamente coordinadas, seguidas por un rápido y profundo avance hacia la retaguardia enemiga.
En este sentido, la teoría de «operaciones profundas» difiere de la habitual interpretación de la doctrina de Blitzkrieg o «guerra relámpago». El objetivo de la teoría soviética era atacar simultánea y profundamente las líneas defensivas terrestres del enemigo para inducir una falla catastrófica en su sistema defensivo que impidiese reorganizar sus defensas a tiempo. La aparición de nuevas armas como los tanques y aviones, y de los paracaidistas convencieron a los soviéticos de que la tecnología reciente hacía posible las «operaciones profundas». De esta manera, la teoría fue impulsada por los avances tecnológicos que ofrecían oportunidades para una rápida, eficiente y decisiva victoria.
El desarrollo simultáneo de la aviación y el blindaje fueron los fundamentos de esta evolución doctrinaria en el Ejército Rojo. El mariscal Mijaíl Tujachevski afirmó que estos aparatos deberían ser «empleados contra objetivos más allá de la gama de infantería, artillería y otras armas. Para lograr el máximo efecto, los aviones tácticos deben ser empleados en masa, concentrados en el tiempo y el espacio, en contra de los objetivos tácticos de la más alta importancia». El papel de soporte de infantería al que habían sido relegados los tanques en la Primera Guerra Mundial quedaba en el pasado. Los tanques desempeñarían ahora tres funciones: encabezar el avance de la infantería, conducir operaciones de corto alcance al romper el frente, y perseguir y rodear al enemigo, formando parte de grandes unidades blindadas en vez de dispersarse entre la infantería. Esta teoría fue llevada a imprenta en 1929, y luego apareció codificada y regulada bajo el nombre de Regulaciones Provisionales de Campo de 1936.
La teoría de Batalla Profunda fue aceptada por Stalin en su época, y en uno de sus planes quinquenales determinó que parte de la industria soviética se dedicaría al desarrollo de la industria armamentística. Para 1933, la Unión Soviética producía 3000 tanques anuales. De esta manera para el otoño de 1932, el Ejército Rojo tenía la primera gran unidad acorazada del mundo, un cuerpo mecanizado. Este era un avance significativo si se considera que Alemania no formó su primera división Panzer hasta tres años después. El Ejército Rojo también formaría grandes unidades élite de paracaidistas.

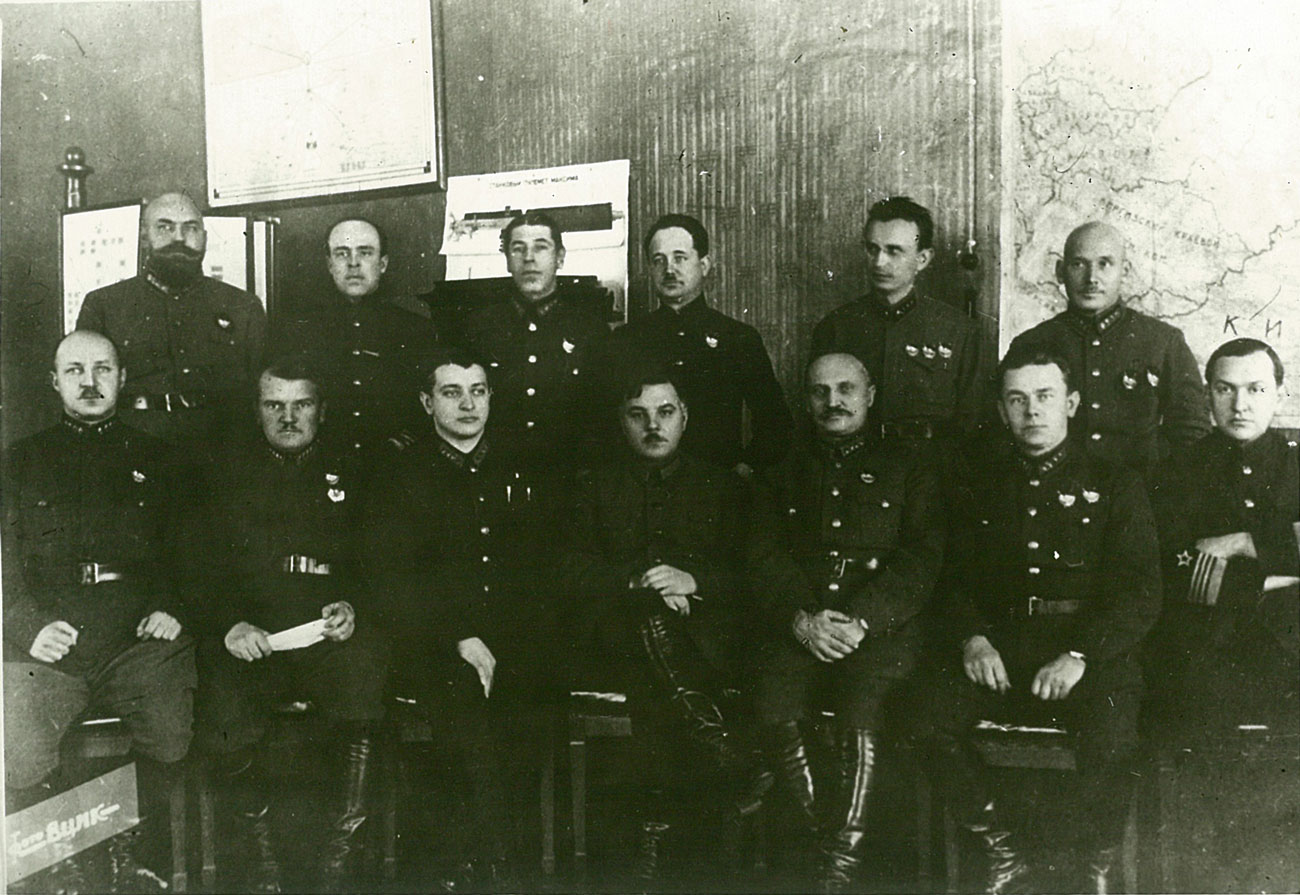
Reunión de comandantes de distritos militares, 1927. De los trece militares sobrevivieron a las purgas cuatro de ellos (*). De izda a dcha. De pie: Aleksandr Pávlov, Mijaíl Víktorov, Sháposhnikov (*), Aleksandr Vekman (*), Uborévich y Konstantín Avkséntievski (*). Sentados: Georgui Bazilévich, Mijaíl Levandovski, Tujachevski, Voroshílov (*), Nikolái Petin, Kork y Vladímir Orlov.

Para la llegada del nazismo al poder en Alemania, el Ejército Rojo era un contrincante superior a su recién renombrado rival, la Wehrmacht. Sin embargo, pronto el panorama cambió. Alemania empezó a rearmarse de nuevo, y Stalin inició en 1937 la Gran Purga contra el Ejército.
Stalin ya había mostrado desconfianza de diversos oficiales del Ejército Rojo durante la guerra polaco-soviética de 1919, culpándolos públicamente de derrotas en el frente durante dicha contienda, siendo los casos más claros los de Tujachevski y Yegórov, inclusive el primero de ellos había censurado las decisiones militares del neófito Stalin en las campañas contra los polacos. El hecho de que Tujachevski hubiese servido como oficial bajo el mando de Trotski en el pasado fue aprovechado por Kliment Voroshílov, general más cercano a Stalin, para aumentar el recelo del dictador hacia antiguos oficiales zaristas.
El 27 de marzo de 1937, Tujachevski y varios compañeros suyos fueron arrestados. Después de un juicio secreto, Tujachevski y otros ocho altos oficiales fueron ejecutados. La purga de los militares no se detuvo allí, sino que entre 1937 y 1941, unos 30 000 oficiales del Ejército Rojo fueron ejecutados o enviados a prisión. El Ejército Rojo perdió de esta manera a tres mariscales, once Comisarios de Defensa, todos los Comandantes de Distrito, los Comandantes y los jefes de Estado de la Armada y la Fuerza Aérea, catorce jefes de Ejército, sesenta comandantes de Cuerpos, 136 generales de división, 221 generales de brigada, y la mitad de los coroneles. Otros diez mil oficiales fueron dados de baja con deshonor. No obstante, al iniciar la guerra con Alemania, y tras las severas derrotas soviéticas en los primeros meses de la Operación Barbarroja, se inició un proceso de rehabilitación que benefició al 15% de los oficiales afectados por la Gran Purga, reconociéndose implícitamente el talento militar de tales oficiales. Uno de ellos, el general Konstantín Rokossovski, fue sacado del Gulag y nombrado de inmediato Comandante en la Región Militar de Kiev.
No obstante, la Gran Purga también sirvió para que jóvenes oficiales se destacaran prematuramente ocupando cargos con importante mando de tropas a los que en condiciones normales no podían aspirar. Aunque la gran mayoría demostró gran inexperiencia al iniciarse la guerra contra Alemania, tres de ellos, Aleksandr Vasilevski, Alekséi Antónov y Matvéi Zajárov demostrarían estar aptos por mérito propio.
Otra grave consecuencia de la Gran Purga fue que las ideas de Tujachevski, hasta entonces estudiadas en las academias militares soviéticas, quedaron repudiadas oficialmente. Muchos libros suyos fueron sacados de circulación y destruidos, mientras que las tácticas bélicas allí descritas dejaron de ser aplicadas o analizadas al prohibirse su estudio, volviendo la estrategia de las tropas soviéticas a los antiguos esquemas heredados de la guerra civil rusa.
Para el 1 de junio de 1938, el Ejército Rojo alcanzó la cifra del millón y medio de efectivos. No obstante, el Ejército Rojo estaba lejos de ser un «producto acabado». La mayoría de los tanques era de blindaje ligero, un error que sería explotado por los alemanes en el futuro. Además, la ausencia de aparatos de radio eficaces en los tanques dificultaba las complejas maniobras ofensivas en las operaciones de guerra, y la falta de experiencia de los pilotos con vehículos significaba que los tanques tenían una vida útil más corta de lo usual.
El Ejército Rojo envió varias unidades blindadas a España para pelear en el bando republicano de la guerra civil española. La guerra sirvió para demostrar el deficiente blindaje de los tanques y la pésima coordinación de las fuerzas. También se enviaron asesores militares soviéticos a España para auxiliar al Ejército Popular de la República. Estos asesores pudieron estudiar sobre el terreno las tácticas militares de ambos bandos y establecer algunas útiles conclusiones, pero los postulados resultantes sufrieron un análisis más político que técnico una vez que los asesores retornaron a la Unión Soviética, tras la caída en desgracia de Tujachevski. Los criterios políticos resultantes de la Gran Purga predominaron sobre las conclusiones técnicas a las cuales habían arribado en España los asesores soviéticos.
En julio de 1939 se formó una Comisión del Ejército Rojo para discutir la razón de los fallos militares soviéticos en España. Esta Comisión estaba formada mayoritariamente por veteranos de la Primera Guerra Mundial, como Budionni, Timoshenko, y Kulik, todos cercanos a Stalin, mientras que los simpatizantes de la idea de Batallas Profundas fueron excluidos de la misma. Conociendo lo sucedido con Tujachevski y sus partidarios durante la Gran Purga, no fue sorpresa que la Comisión decidiera relegar a los tanques a su papel de apoyo a la infantería que tenían veinte años antes, y que el 15 de junio de 1940 se aboliesen los Cuerpos de Tanques.

### Operaciones
La doctrina de Operaciones Profundas se expresó oficialmente por primera vez como un concepto en el Ejército Rojo en los Reglamentos sobre el terreno de 1929, pero finalmente sólo fue codificado por el ejército en el Reglamento Provisional sobre el terreno de 1936. Sin embargo, la Gran Purga eliminó muchos de los principales oficiales del Ejército Rojo (incluyendo a Tujachevski), y el concepto fue abandonado.
Al inicio de la Segunda Guerra Mundial, el Ejército Rojo lanzó la invasión soviética de Polonia el 17 de septiembre de 1939, donde las fuerzas soviéticas se apoderaron de gran parte del este de Polonia en una semana, sin hallar una resistencia apreciable en vista de que casi todo el ejército polaco se hallaba combatiendo simultáneamente la invasión alemana por el oeste que la Wehrmacht había empezado el 1 de septiembre. La relativa facilidad de la campaña polaca no permitió una evaluación de las estrategias y tácticas del Ejército Rojo, pero ello cambiaría cuando la Unión Soviética invadió Finlandia en diciembre de 1939, iniciando la Guerra de Invierno.

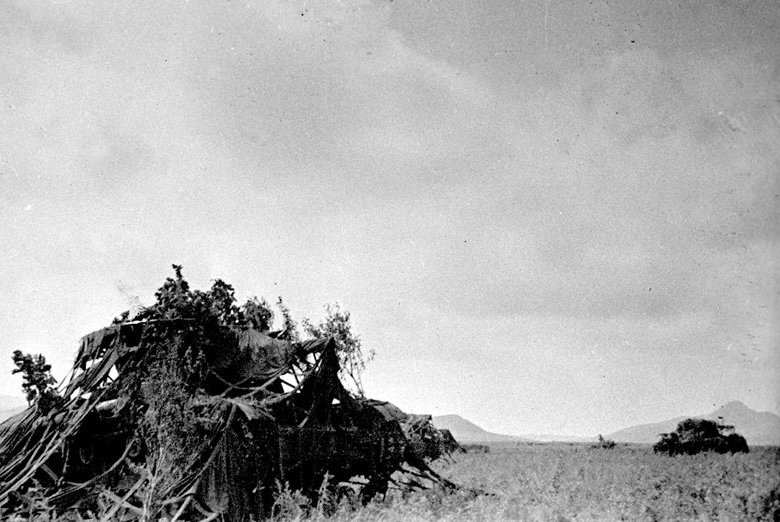
Tanques T-26 soviéticos camuflados en la frontera soviética con Japón, 1938.

La Guerra de Invierno concluyó en marzo de 1940 con un completo triunfo soviético, el cual se sustentó casi exclusivamente en la aplastante superioridad numérica del Ejército Rojo. No obstante, Stalin pudo apreciar durante el conflicto que era urgente y conveniente contar de nuevo con algunos de los oficiales víctimas de la Gran Purga, en tanto las severas pérdidas soviéticas de hombres y material (aproximadamente una baja finlandesa por cinco soviéticas) resultaban desproporcionadas considerando que el ejército finés era veinte veces más pequeño que el Ejército Rojo, lo cual se debió a una serie de decisiones tácticas erradas y a la incompetencia de muchos oficiales jóvenes recientemente ascendidos para reemplazar a los purgados. Hitler observó que el mal desempeño soviético contra Finlandia aseguraba a la Wehrmacht un éxito sencillo en caso de atacar la Unión Soviética, pero Stalin sacó conclusiones de la campaña finlandesa para evitar que tales errores se repitieran en el Ejército Rojo. 
Otra operación poco conocida del Ejército Rojo fue la lucha en la frontera siberiana contra los japoneses, en 1938 y 1939, donde el general Gueorgui Zhúkov consiguió en agosto de 1939 derrotar decisivamente a las fuerzas japonesas (estacionadas en Manchuria) en la Batalla de Jaljin Gol. Esta batalla detuvo la amenaza de una penetración militar nipona en territorio soviético y, sobre todo, consiguió que los mandos militares de Japón descartaran la idea de lanzar una ofensiva contra la Unión Soviética usando Manchuria como base. Tal triunfo se obtuvo usando en gran parte las tácticas de movilidad y preeminencia de los tanques que había preconizado Mijaíl Tujachevski, pero Zhúkov evitó toda censura al respecto debido a la trascendencia de su triunfo.

### La Gran Guerra Patria (Segunda Guerra Mundial)

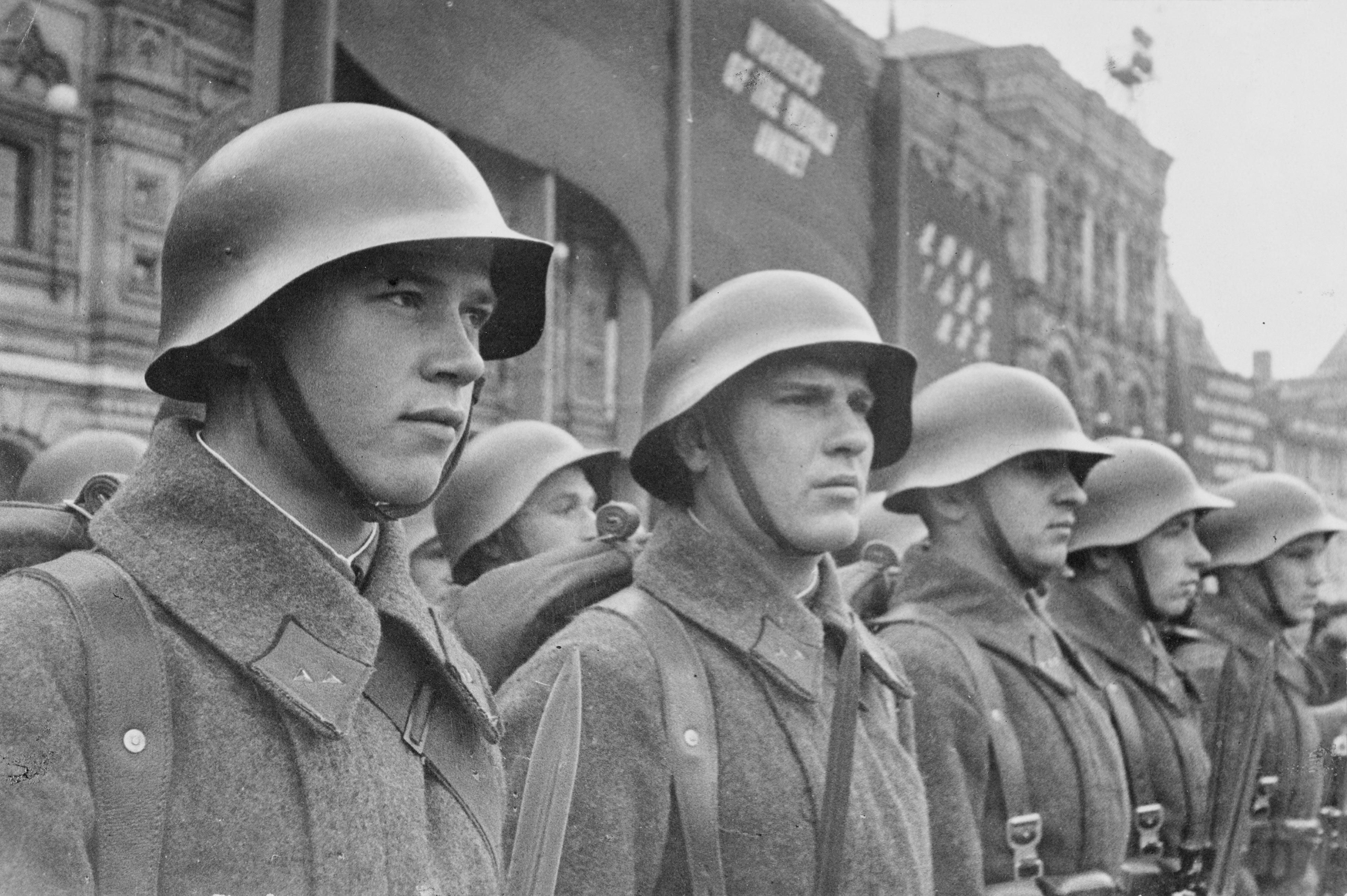
Soldados del Ejército Rojo en otoño de 1941.

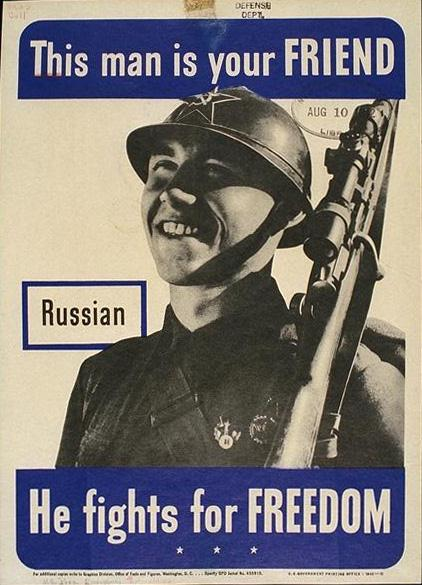
Un cartel estadounidense, 1942.

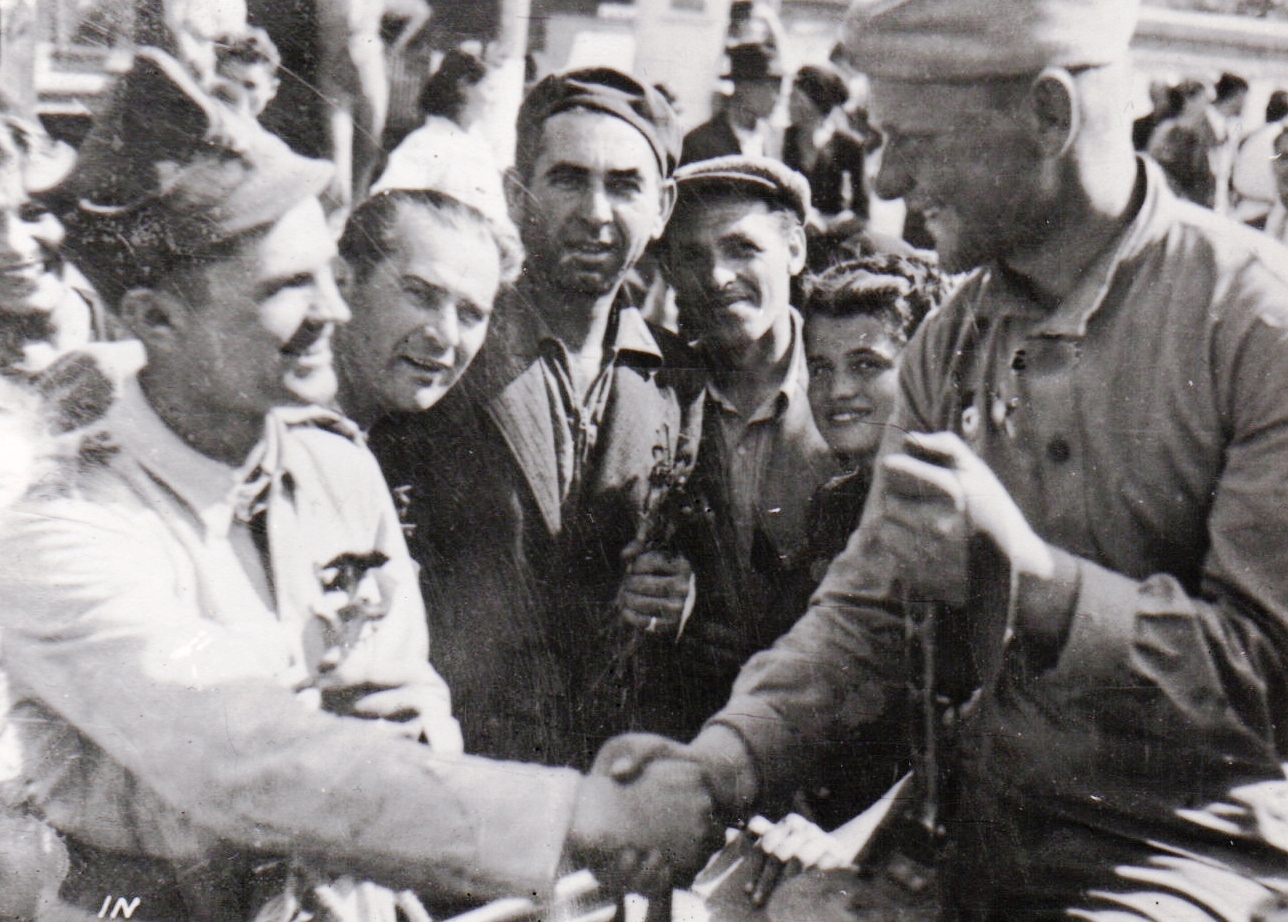
Escena de la entrada del Ejército Rojo en Bucarest el 30 de agosto de 1944.

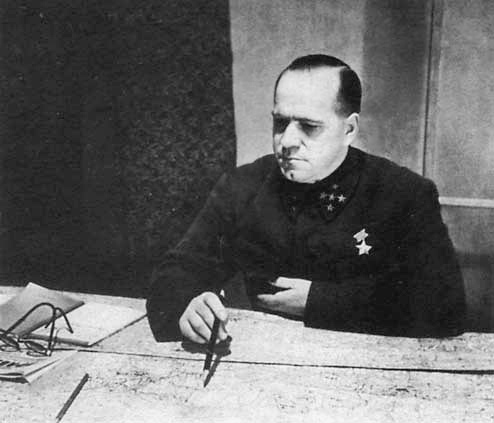
Georgui Zhúkov, Mariscal de la Unión Soviética uno de los principales comandantes del Ejército Rojo durante la Segunda Guerra Mundial.

El 22 de junio de 1941, mediante la Operación Barbarroja, la Alemania nazi atacó a la URSS dando comienzo la llamada «Gran Guerra Patria». En el Ejército Rojo participaron no solo todas las etnias de la URSS sino también voluntarios de entre extranjeros o inmigrantes, incluso españoles.
Durante la guerra la industria bélica se desarrolló enormemente ante la urgente presión militar causada por la invasión de la Wehrmacht. El Ejército Rojo fue dotado de nueva artillería, cañones antiaéreos, distintos tipos de carros de combate, cañones antitanque y aviones de caza muy efectivos: los Mig, los Yak, los Lávochkin, los Petliakov y el Ilyushin Shturmovik 2. Los lanzacohetes llamados familiarmente Katiusha o el «órgano de Stalin» fueron armas de gran poder destructivo. Se fortaleció también la Armada. 
Gran parte de la industria de armamentos soviética se hallaba establecida en el sector de los Montes Urales, lo cual en parte la salvó de la destrucción generada por la Wehrmacht conforme avanzaba por la RSS de Bielorrusia y la RSS de Ucrania. Inclusive ante el avance alemán los soviéticos procedieron a un traslado masivo de las industrias hacia la zonas orientales más seguras, a varios miles de kilómetros de su sede original. Influyó también en el nuevo impulso bélico el suministro de licencias y planos de construcción realizado por Estados Unidos en virtud de la Ley de Préstamo y Arriendo de 1941, que permitió a los ingenieros del Ejército Rojo acceso a tecnología militar estadounidense, sobre todo para equipos de transporte terrestre y aéreo. 
El comandante en jefe de las tropas soviéticas durante la lucha era el propio Stalin y por debajo de él, como Comisario para la Defensa, Semión Timoshenko, considerado uno de los mejores estrategas de la historia militar soviética. El Estado Mayor estuvo a cargo de Georgui Zhúkov, quien había iniciado su carrera en el Ejército zarista y lideraría varias victorias contra la Alemania nazi. Las decisiones tácticas y estratégicas quedaban exclusivamente en manos de los militares profesionales, siendo que ante tales problemas concretos Stalin (a diferencia de Hitler) lanzaba proyectos genéricos pero evitaba imponer sus ideas ante los oficiales puramente técnicos del Ejército. Se mantuvo el poder de los comisarios políticos dentro de la estructura de oficiales pero se redujo su influencia en la toma de decisiones estrictamente tácticas; asimismo la necesidad de contar con personal calificado en el manejo de armas cada vez más sofisticadas influyó en la mayor profesionalización de los oficiales y en el surgimiento de un mayor número de suboficiales y técnicos especializados.
La Segunda Guerra Mundial significó para el Ejército Rojo un enorme triunfo bélico y también una gran pérdida de vidas humanas. Al comienzo del conflicto la tropa de tierra sumaba 4 826 907 hombres –más 74 945 de la Armada Soviética y del personal civil encargado de proporcionar suministros a los soldados–, cifra que aumentaría constantemente con la movilización de 29 564 900 de hombres durante toda la guerra. Estos sufrirían un total de 8 668 400 bajas mortales. Los rusos representaban veintiún millones de las tropas y los ucranianos cinco, bielorrusos, kazajos y uzbekos un millón cada uno. Rusos y ucranianos pagaron con más vidas la victoria, cinco millones y casi uno y medio respectivamente. En comparación, el Imperio ruso movilizó en la Primera Guerra Mundial doce millones de combatientes, sufriendo 1 700 000 muertos, 4 950 000 heridos y 2 500 000 prisioneros entre sus tropas. Los soviéticos se mantuvieron en retroceso constante durante los años 1941 y 1942, cuando la iniciativa ofensiva correspondió a la Wehrmacht y cuando los jefes militares del Ejército Rojo aún insistían en mantener las tácticas estáticas propias de la Primera Guerra Mundial en conformidad con la ortodoxia de Stalin. 
Tras las gravísimas derrotas de los primeros 18 meses de guerra, Stalin permitió que la estrategia soviética volviese a los esquemas revolucionarios de Tujachevski y así detener eficazmente a la blitzkrieg alemana para luego sostener exitosamente una ofensiva que no se detendría sino hasta el río Elba en 1945. Las tropas soviéticas obtuvieron una decisiva victoria, primero en la batalla de Moscú, lo que supuso el fracaso final de la operación barbarroja, y posteriormente en la batalla de Stalingrado (hoy Volgogrado) y luego hicieron retroceder a los alemanes hasta Berlín, tras la batalla de Kursk (1943), la mayor de tipo terrestre de la historia, en la cual intervinieron más de dos millones de soldados. 
El Ejército Rojo desarrolló el papel principal en la derrota militar del Tercer Reich, en tanto sus fuerzas ejecutaron las principales operaciones ofensivas y defensivas de la contienda a lo largo del Frente Oriental con poco más de 2000 km de extensión, involucrando centenares de miles de soldados a lo largo de dicho espacio; de hecho los soldados soviéticos libraron las batallas estadísticamente más sangrientas de la guerra contra la Wehrmacht. Durante la guerra dos tercios de las fuerzas armadas del Eje europeo fueron atados en el Frente Oriental, junto con un 80 % del total de sus bajas mortales.
El Ejército Rojo fue el primero en lograr ingresar en Berlín y sus soldados terminaron clavando simbólicamente la bandera roja sobre el edificio del Reichstag (parlamento), asimismo determinaron el suicidio de Adolf Hitler al cercar definitivamente su búnker en la capital alemana. Finalmente los generales nazis, firmaron la rendición incondicional oficial de la Alemania nazi, en la Segunda Guerra Mundial ante los generales soviéticos del Ejército Rojo.

## Armamento

### Tanques
- Tanques ligeros o tanquetas:
  - T-18
  - T-26
  - T-27
  - T-37A
  - T-38
  - T-40
  - T-50
  - T-60
  - T-70
  - T-80
  - BT-2
  - BT-5
  - BT-7
- Tanques medios:
  - T-28
  - T-34
  - T-44
- Tanques pesados:
  - KV-1
  - KV-1S
  - KV-2
  - KV-85
  - IS-1
  - IS-2
  - IS-3
  - IS-4
  - IS-7
  - SMK
  - T-35

### Artillería
- Cañones autopropulsados:
  - SU-76
  - SU-85
  - SU-100
  - SU-152
  - ISU-122
  - ISU-152
  - ZSU-37
  - ZiS-30
- Lanzacohetes:
  - Katyusha
- Artillería remolcada:
  - Cañón antiaéreo M1939 de 85 mm (52-K)
  - Cañón antitanque M1932 (19-K) 45 mm
  - Cañón antitanque M1937 (53-K) 45 mm
  - Cañón antitanque M1942 (M-42) 45 mm
  - Cañón antitanque M1943 (ZiS-2) 57 mm
  - Cañón de campaña M1942 (ZiS-3) 76 mm
  - Cañón M1943 76 mm
  - Cañón M1944 de 100 mm (BS-3)

### Vehículos ligeros
- Tractores:
  - T-20 Komsomolets
  - Odessa tank
  - KHTZ-16
- Automóviles blindados:
  - Automóvil blindado FAI
  - BA-3/6
  - BA-10
  - BA-11
  - BA-20
  - BA-27
  - BA-30
  - BA-64
  - D-8

## Veteranos
En los Estados de la ex URSS existen numerosas organizaciones de veteranos, por su mayor parte territorialmente centralizadas. El mayor evento anual es la celebración del 9 de mayo, el Día de la Victoria de la Unión Soviética sobre la Alemania nazi. Y en el resto del continente se celebra el 8 de mayo como Día de la Victoria en Europa por parte de los Aliados.